# Лабриола, Артуро
Артуро Лабриола (итал. Arturo Labriola; 21 января 1873 — 23 июня 1959) — итальянский политик, журналист и экономист, деятель и теоретик революционно-синдикалистского и социалистического движений.

## Биография

### Ранняя политическая деятельность
Родился в Неаполе 21 января 1873 года в семье ремесленника Луиджи Лабриолы. Он не приходился родственником другому известному итальянскому социалисту Антонио Лабриоле. Артуро Лабриола начал свою политическую деятельность, изучая юриспруденцию в Университете Неаполя. В 1891 году он вступил в республиканско-социалистический кружок университета. 1892—1895 годах сотрудничал в различных периодических изданиях: «Socialismo Popolare», «Rivista Popolare di Politica», «Litteratura e Scienze Sociali» и «Critica Sociale» под редакцией Филиппо Турати. В 1894—1895 годах Лабриола был связан с сицилианскими революционными демократами (фашо), за что на год был отстранён от обучения в университете. В 1897 году Лабриола присоединился к Итальянской социалистической партии (ИСП) и сражался на греко-турецкой войне на Крите

### Первое изгнание
В мае 1898 года рабочие Милана организовывали забастовки и протесты против политики правительства, которые были жестоко подавлены генералом Бава-Беккарисом: войска открыли огонь по демонстрантам, а Филиппо Турати был арестован и обвинён как подстрекатель к беспорядкам. Чтобы избежать ареста, Лабриоле пришлось бежать в Женеву для того. Там он преподавал в Женевском университете и сотрудничал с Вильфредо Парето. Лабриола был выслан из Швейцарии в том же году и переехал в Париж, где познакомился с социалистами Жоржем Сорелем, Юбером Лагарделем и Полем Лафаргом

### Революционный синдикализм
Лабриола вернулся в Италию в 1900 году, став здесь одним из лидеров и теоретиков революционного синдикализма. В конце 1902 года он покинул Неаполь и вместе с Вальтером Мокки основал в Милане еженедельник под названием «L’Avanguardia socialista», ставший ведущим итальянским синдикалистским органом. В 1904 году он заключил союз с редактором газеты «Avanti!» Энрико Ферри, что позволило победить откровенно реформистское крыло Турати и сделать Ферри секретарём ИСП. Однако вскоре отношения между союзниками охладели, и к 1906 году Лабриола перешёл во внутрипартийную оппозицию. После исключения анархо-синдикалистов из Итальянской социалистической партии к 1908 году выступал одним из руководителей Итальянского союза синдикатов.

### Переход к реформизму
В период итало-турецкой войны 1911—1912 годов и Первой мировой войны занимал социал-шовинистические позиции, ратуя за участие Италии в этих войнах (за что его подверг критике Ленин). К этому моменту он уже не поддерживал революционный путь борьбы и сам встал на реформистские позиции, став с 1913 года депутатом итальянского парламента как независимый социалистический кандидат. После Первой мировой войны Лабриола также занимал должность министра труда и социального обеспечения в последнем кабинете Джованни Джолитти (1920—1921). Вступил в образованную в 1922 году реформистскую Унитарную социалистическую партию.

### Борец и коллаборант с фашизмом
Как противник фашизма преследовался режимом Бенито Муссолини. В 1926 году, будучи профессором политэкономии Мессинского университета, был за критику фашистского режима уволен, лишён депутатского мандата и вынужден отправиться в эмиграцию во Францию. В конце декабря 1935 года, заверив фашистов в своей лояльности по случаю итальянского вторжения в Эфиопию, получил разрешение вернуться в Италию, где до краха фашизма (1943) сотрудничал в журнале Никола Бомбаччи «La Verità». За свой отход от антифашистских позиций Лабриола был исключён и из брюссельской секции социалистической партии, и из «Великого востока Италии».

### После Второй мировой войны
После Второй мировой войны с 1945 года — профессор политэкономии Мессинского университета. В 1946 году избран в Учредительное собрание Итальянской республики от Демократического альянса свободы по списку либерального Национально-демократического союза. В 1948—1953 годах — сенатор во вновь провозглашённой республике. После участия Италии в образовании НАТО в 1949 году примкнул к Движению сторонников мира; а в 1950 году был избран во Всемирный совет Мира.

## Личная жизнь
В архиве актрисы и певицы Мими Айльмер сохранились фотографии, свидетельствующие о близких романтических связях её с Лабриола.

## Сочинения

### Оригинальные издания
- Contro il referendum, Milano, 1897 (ristampato nel 1998 da Datanews, Roma)
- La teoria del valore di C. Marx. Studio sul III libro del «Capitale», Palermo, Sandron, 1899
- La «Comune» di Parigi, Lugano, Soc. ed. Avanguardia, 1906
- Riforme e rivoluzione sociale (Milano, 1904), Lugano, Società ed. Avanguardia, 1906 (2ª ed. modificata).
- Marx nell’economia e come teorico del socialismo, Lugano, Soc. ed. Avanguardia, 1908
- Storia di dieci anni, Milano, Il Viandante, 1910 (Feltrinelli, Milano, 1975, 2ª ed.).
- Economia, socialismo, sindacalismo (Alcuni scritti), Napoli, Soc. ed. Partenopea, 1911
- La guerra di Tripoli e l’opinione socialista, Napoli, Morano,1912
- Il sostanziale e l’accidentale nel Socialismo, Napoli, Soc. ed. Partenopea, 1914
- Finanza ed economia, Napoli, Morano, 1925
- Al di là del capitalismo e del socialismo, Parigi, Coll. di studi politici e sociali, 1931
- Crépuscule de la civilisation. L’Occident et les peuples de couleur, Paris, Mignonet, 1932
- Spiegazioni a me stesso. Centro Studi Sociali, Napoli, 1945

### Переводы на русский язык
- Реформизм и синдикализм / Пер. с итальянского Кирдецова, под ред. и послесл. А. Луначарского. СПб: Шиповник, 1907.
- Синдикализм и социализм // Свобода и труд. Анархо-синдикализм. Сборник 1. / Перевод с французского. СПб.: Волна, 1907.